# Хиндс (окръг, Мисисипи)
Окръг Хиндс (на английски: Hinds County) е окръг в щата Мисисипи, Съединени американски щати. Площта му е 2271 km², а населението - 250 800 души (2000). Административен център е град Джаксън и Реймънд.